# جان کری (نماینده مجلس)
جان کری (انگلیسی: John Kerry) یک سیاستمدار انگلیسی بود. او در سال ۱۵۵۹ نماینده پارلمان انگلیس از شهر هرفورد بود. کری همچنین از سال ۱۵۵۵ تا ۱۵۵۶ شهردار هرفورد بود.